# ولودیمیر استرلیک
ولودیمیر استرلیک (اوکراینی: Володимир Иванович Стерлик؛ زادهٔ ۱۵ october ۱۹۴۰ (۸۴ سال)) ورزشکار روئینگ اهل اوکراین است.
وی در مسابقات کشوری و بین‌المللی در مجموع برندهٔ ۲ مدال طلا، ۴ مدال نقره، ۲ مدال برنز شده‌است.